# Manoir de Luua
Le manoir de Luua (estonien : Luua mõis), anciennement manoir de Ludenhof (allemand : Gutshaus Ludenhof) est le manoir d'un ancien domaine seigneurial situé à Luua (jusqu'en 1920: Ludenhof) dans la commune de Palamuse (autrefois paroisse St. Bartholomäi) appartenant à la région de Jõgeva.

## Historique
Le domaine a été formé au Moyen Âge à l'époque des chevaliers Porte-Glaive, sous le nom de Pakuvere. Il devient la propriété de la famille von Luden en 1519, avec un manoir qui prend le nom de Ludenhof. Celui-ci est reconstruit en style baroque en 1736, entouré d'un parc de quatorze hectares, avec une forêt romantique et une longue allée. La famille von Strömfeld acquiert l'ensemble par la suite, puis la famille von Oettingen, puissante famille de la noblesse germano-balte. La longue allée de chênes mène au lac de Porssa. Le manoir est allongé au XIXe siècle.
Le manoir est transformé en école d'agriculture en 1948, avec une partie abritant un musée de sciences naturelles. Il est agrandi à cette époque. 
C'est ici que l'écrivain estonien Johannes Semper passait ses vacances d'été, à l'époque de la république socialiste soviétique d'Estonie, c'est-à-dire de 1953 à sa mort. Il a été restauré entre 1997 et 2000 et accueille aujourd'hui une école professionnelle.